# Nogačevići
Nogačevići (cyr. Ногачевићи) – wieś w Bośni i Hercegowinie, w Republice Serbskiej, w gminie Srebrenica. W 2013 roku liczyła 50 mieszkańców.